# Ilja Sergejewitsch Tarassow
Ilja Sergejewitsch Tarassow (russisch Илья Сергеевич Тарасов; * 18. Dezember 1992) ist ein russischer Naturbahnrodler. Er startet im Einsitzer und im Doppelsitzer und fährt seit der Saison 2009/2010 im Weltcup.

## Karriere
Ilja Tarassow nimmt seit dem Winter 2009/2010 an internationalen Wettkämpfen teil. Im Weltcup debütierte er am 20. Dezember 2009 in Nowouralsk, wo er Platz 24 im Einsitzer erzielte. Ein weiterer Weltcupstart im Einsitzer folgte am 7. Februar 2010 in Latzfons. Dort belegte er mit Rang 26 wieder einen Platz im hinteren Mittelfeld. Im Gesamtweltcup der Saison 2009/2010 kam er damit auf den 41. Rang. Er nahm zusammen mit Stanislaw Kowschik auch an einem Weltcuprennen im Doppelsitzer teil. In Latsch erzielten sie den zehnten Platz und damit im Doppelsitzer-Gesamtweltcup Rang 16, punktegleich mit den Bulgaren Tschawdar Arsow und Petar Sawow. Bei der Europameisterschaft 2010 in St. Sebastian fuhr Tarassow auf Rang 30 im Einsitzer. Zwei Wochen danach erzielte er bei der Juniorenweltmeisterschaft 2010 in Deutschnofen Rang 18 im Einsitzer und zusammen mit Stanislaw Kowschik Platz fünf im Doppelsitzer.
Seit der Saison 2010/2011 startet das Duo Kowschik/Tarassow regelmäßig im Weltcup. Sie nahmen in diesem Winter an fünf der sechs Weltcuprennen teil und erzielten als bestes Resultat den fünften Platz beim Finale in Olang, womit sie den sechsten Rang im Gesamtweltcup erreichten. Im Einsitzer nahm Tarassow nur am Weltcuprennen in Gsies teil, wo er den 22. Platz belegte. Bei der Weltmeisterschaft 2011 in Umhausen erzielten Kowschik/Tarassow den neunten Platz im Doppelsitzer und zusammen mit Ljudmila Aksenenko als Team Russland II den siebenten Platz im Mannschaftswettbewerb. Eine Woche später gewannen Stanislaw Kowschik und Ilja Tarassow die Bronzemedaille bei der Junioreneuropameisterschaft 2011 in Laas. Bei der Juniorenweltmeisterschaft 2012 in Latsch gewann Ilja Tarassow zusammen mit Pawel Silin die Silbermedaille im Doppelsitzer. An Weltcuprennen sowie an der Europameisterschaft nahm er in der Saison 2011/2012 nicht teil.

## Erfolge
(wenn nicht anders angegeben, Doppelsitzer mit Stanislaw Kowschik)

### Weltmeisterschaften
- Umhausen 2011: 9. Doppelsitzer, 7. Mannschaft
- Deutschnofen 2013: 11. Doppelsitzer
- Latzfons 2019: 5. Doppelsitzer
- Umhausen 2021: 7. Doppelsitzer

### Europameisterschaften
- St. Sebastian 2010: 30. Einsitzer
- Obdach 2018: 5. Doppelsitzer
- Moskau 2020: 4. Doppelsitzer
- Laas 2022: 6. Doppelsitzer

### Juniorenweltmeisterschaften
- Deutschnofen 2010: 18. Einsitzer, 5. Doppelsitzer
- Latsch 2012: 2. Doppelsitzer (mit Pawel Silin)

### Junioreneuropameisterschaften
- Laas 2011: 3. Doppelsitzer

### Weltcup
- 5. Gesamtrang im Doppelsitzer in der Saison 2018/19
- 2 Podestplätze im Doppelsitzer, davon 1 Sieg:

| Datum           | Ort    | Land     | Disziplin    |
| --------------- | ------ | -------- | ------------ |
| 16. Januar 2019 | Moskau | Russland | Doppelsitzer |